# Waterfox
Waterfox est un navigateur web open source basé sur Mozilla Firefox pour les systèmes Windows, Linux et macOS 64 bits. Le navigateur est compilé avec Clang et offre de meilleures performances grâce à ses optimisation spécifiques et le support de SIMD (SSSE3) ainsi que AVX sous les microprocesseurs x86-64 Intel et AMD.

## Caractéristiques générales
Waterfox se distingue de Firefox par plusieurs choix :
- Désactivation des Encrypted Media Extensions (EME)
- Désactivation de Web Runtime
- Suppression de la prise en charge des DRM Adobe
- Suppression de Pocket
- Suppression de la collecte de données
- Suppression du profilage de démarrage
- Conservation de la compatibilité avec tous les plugins NPAPI (Netscape Plugin Application Programming Interface) 64 bits (abandonnée par Firefox depuis la version 52.0)
- Autorisation de l'exécution d'extensions non signées
- Suppression des vignettes sponsorisées sur la page Nouvel onglet[4]
- Ajout de l'option Dupliquer l'onglet
- Ajout du sélecteur de paramètres régionaux dans la section "Général" de la page about:preferences.
- Après avoir utilisé Ecosia comme moteur de recherche par défaut pour un bref moment, il utilise maintenant Bing par défaut.

## Histoire
Waterfox a été publié le 27 mars 2011 pour Windows 64 bits. La version Mac a été introduite le 14 mai 2015, avec la sortie de la version 38.0, la construction Linux a été introduite le 20 décembre 2016, avec la sortie de la version 50.0, et la version Android a été introduite en la version 55.2.2
En 2019, il y a une division en deux branches, classic et current.
En décembre 2019, Waterfox avait été acquis par System1,.
En juillet 2023, Alex Kontos annonce que Waterfox est redevenu un projet indépendant. « Je suis heureux de dire que Waterfox est à nouveau indépendant. Ce changement permet à la communauté et à moi-même de façonner l’orientation future du navigateur. »
Une version pour Android de Waterfox est désormais disponible sur Google Play depuis novembre 2023.

## Modèle économique
Waterfox vit principalement du partenariat avec son moteur de recherche par défaut: lors d'une recherche le moteur partage ses revenus avec Waterfox. L'utilisation d'un autre moteur de recherche empêche ce processus. 
Sur la page github de waterfox, il est également possible de faire un don aux développeurs principaux  à travers la plateforme buymeacofee (Github Sponsors).